# Іоанн VIII Палеолог
Іоанн VIII Палеолог (грец. Ἰωάννης Η' Παλαιολόγος, 1392, Константинополі — 31 жовтня 1448) — візантійський імператор з 1425 до 1448 року. Син Мануїла II Палеолога та його наступник з 1425 року.
При Іоанні в 1428–1432 роках майже вся Морея повернулася під владу Константинополя. Тільки чотири міста залишалися під владою Венеційської республіки. Але набагато більше популярності Іван придбав тим, що його зусиллями і стараннями був доведений процес з'єднання західної і східних церков. Імператор розумів, що без унії з католиками, Візантійська імперія не отримає допомоги з заходу і буде неминуче завойована османськими турками, чиї володіння після договору 1424 року просунулися до самих передмість Константинополя.
У 1422 та 1442 роках Константинополь вистояв при облозі османів під управлінням Мурада ІІ. Для захисту проти османів Іоанн відвідує папу Євгенія IV для створення союзу та об'єднання церков Константинополя та Риму. У 1438 році Євгеній IV скликав собор у Феррарі (1438–1439), який у 1439 році був перенесений у Флоренцію (1439–1442) і завершив свою роботу в Римі (1443–1445).

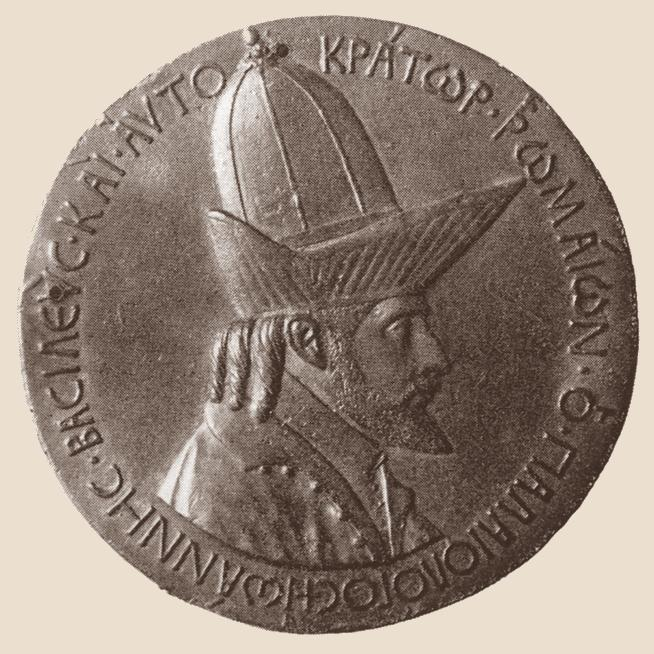
Медаль з портретом Іоанна, роботи Пізанелла під час перебування імператора у Флоренції

5 липня 1439 року було підписано унію між православною і католицькою церквами, що створювало передумови для посилення Візантії у протистоянні проти османів.
У цей день сорок прелатів та папа Євгеній IV з боку латинян і візантійський імператор зі своїми тридцятьма трьома ієрархами на урочистому засіданні собору підписали заключний Акт, і Флорентійська унія, вже друга за півтора століття спроба об'єднати дві частини єдиної колись церкви, відбулася.
Наступного дня звершилося те, про що багато століть латиняни навіть не могли мріяти: василевс імперії ромеїв Іоанн VIII Палеолог привселюдно преклонив коліно перед папою й поцілував йому руку, що означало прийняття імператором тільки церковного, але не державного верховенства. В подальшій історії Флорентійська унія так і не була втілена у життя.
Армія хрестоносців, що виступила в похід на заклик Папи Римського, зазнала у 1444 році під Варною поразки від турків. Вже через чотири роки після цього прийшла звістка про завоювання турками Сербії.
Наприкінці життя Іоанна VIII боротьба між прихильниками латинян та турків загострилася. Більшість аристократії, державних службовців та освічена частина візантійського суспільства хотіли будь-що врятувати слабку державу, розуміючи, що від цього залежить їхнє життя. Туркофіли, а до них належали більшість прочан, кліру й «торгового люду», твердо вірили, що тільки турки зможуть «навести порядок», і звинувачували у своєму скрутному становищі не лише владу, а й «жадібних католиків», яких треба вигнати.
Новий і останній імператор Візантії Костянтин XII, будучи радше вояком, ніж дипломатом і політиком, не зміг впоратися з тяжким становищем і вже фактично втратив контроль над ситуацією.

## Родина
Був одружений тричі: з Анною Московською, Софією Монферратською та Марією Трапезундською, але нащадків не мав.